# Hszincsiang-Ujgur Autonóm Terület

Ürümcsi, Hszincsiang-Ujgur Autonóm Terület fővárosa

Hszincsiang-Ujgur Autonóm Terület (ujgur nyelven شىنجاڭ ئۇيغۇر ئاپتونوم رايونى [Shinjang Uyghur Aptonom Rayoni]) vagy kínaiul röviden Hszincsiang (kínai írással 新疆, pinjin átírással Xinjiang) Kína legnyugatibb és legnagyobb tartománya. Fővárosa Ürümcsi.

## Földrajz
A Hszincsiang-Ujgur Autonóm Terület Kína északnyugati részén terül el. Északon Oroszország, észak/északkeleten Mongólia, nyugaton India (Kasmír), Pakisztán, Afganisztán, Tádzsikisztán, Kirgizisztán és Kazahsztán határolja. Keleten Kanszu tartomány, délkeleten Csinghaj tartomány, délen a Tibeti Autonóm Terület révén csatlakozik Kína többi részéhez.
Délen a Himalája északi hegyvonulata határolja a Kunlun. A terület közepén nyugat-kelet irányban a Tien-san hegyvonulat húzódik, ahol a legmagasabb pontja 7719 méter magas Kongur-san hegycsúcs. Két nagy medencéje van: Dzsungária és a Takla-Makán, melynek legnagyobb része a Tarim-medence. Kevés folyója van. A leghosszabb a Tarim folyó. Nyolc tava van, a legnagyobb a Lop-nór, de vannak időszakos tavai is. A száraz kontinentális éghajlatnak köszönhetően a terület nagy része sivatag, csapadék alig esik, évi 250–500 mm átlagosan.

## Történelem
Hszincsiang történelmének megértéséhez fontos szem előtt tartani földrajzi helyzetét: magas hegyek, sivatagok, a nagyobb lakosságot befogadni képes oázisok egymástól való nagy távolsága. Emiatt inkább több elszigetelt, apró állam alakult ki a területen. A nagyobb népesség letelepedését az is gátolta, hogy bár a kiterjedt félsivatagos területeken lehetett legeltetni, de egy aszály, vagy egy különösen havas tél könnyen elűzte az embereket.
Az első ismert emberek mongoloidok voltak, de a korai időkben komoly europid betelepülés is volt. Amikor a kínaik látókörébe került a terület, nomád pásztorok éltek itt. Az első nagy kiterjedésű, szervezett állam a hsziung-nu népé volt, amely folyamatosan harcolt a kínaiakkal függetlenségük megőrzéséért. Az i. e. 2. században Kína elfoglalta a Tarim-medencét és egyfajta katonai határőrvidéket szervezett itt. A kis helyi államok szervezete a kínai uralom idején is megmaradt.
Az i. sz. 4. században észak felől folyamatosan érkeztek különféle nomád népek, amelyek rövid életű államokat létesítettek. A kínai főhatalom teljesen névlegessé vált, annál is inkább, mert ebben az időben Észak-Kína is nomád népek uralma alá került. A 7. században a Tang-dinasztia visszahódította Kína korábbi birtokait, de a helyi államok továbbra is megmaradtak, a területet nem kínaiasították el. A Tang-dinasztia katonasága e tájon török népekből állt, a kínai uralom inkább az eltörökösödést segítette elő.
A Tang-dinasztia bukása után, a 8. században megszűnt Hszincsiangban minden kínai befolyás. Megint váltották egymást a rövid életű államok. Azonban ezek már általában kiterjedtek az egész óriási területre, a területi széttagolódás csökkent. A 12. századtól a lakosság nagy többsége muszlim, kisebb része buddhista.
1218 után mongol uralom alá került a vidék,ami főleg az ujgurokkal való kiegyezéssel valósult meg, mintsem erővel. Az ujgur kánságok adót fizettek a mongoloknak és katonákat adtak hadjárataikhoz, viszont megtarthatták belső önállóságukat, saját társadalmi szervezetüket. Ahogy a mongolok hatalma hanyatlott, úgy nőtt a helyi kánságok tényleges önállósága.
A 17. században egy saját külön öntudattal (identitással) rendelkező mongol csoport, a dzsungárok megszervezték a kínai történelem utolsó pusztai nomád államát a területen, a Dzsungár Kánságot. Ez az állam hosszú háborúba keveredett a Jüan-dinasztia Kínájával és végül alulmaradt. Kínai becslés szerint a dzsungárok 80%-a elpusztult. A győztes kínaiak a 18. században egy muszlim bábállamot szerveztek itt. 1759-ben nevezték át a területet Kelet-Turkesztánról Hiszincsiangra. A bábállamban azonban  különféle felkelések és fegyveres frakcióharcok folyamatosan megzavarták a nyugalmat. Ennek ellenére a kínai parasztok betelepülése megindult a legtermékenyebb oázisokba, igaz, eleinte csak lassú ütemben. 1882-ben  rendes kínai tartománnyá szervezték át Hszincsiangot.
A Kínai Köztársaság kikiáltása nem hozott a tartomány életében komoly változást. A császári kormányzó hűséget esküdött a köztársaságnak és helyén maradt. 1928-ban lett gyilkosság áldozata. 1933-ban a helyi ujgur lakosság újra kísérletet tett az önálló Kelet-Turkesztán kikiáltására, de sikertelenül.
A következő évtized zűrzavaros eseményeiben az egyetlen biztos pont, hogy folyamatosan erősödött a szovjet befolyás. Az elvileg a Kuomintanghoz tartozó tartományi kormányzó nem kapott hatékony támogatást tőlük, ezért szovjet segítséggel verte le a különféle muzulmán felkeléseket. Amikor a nagy szovjetbarátság miatt a Kuomintang helyi csapatai ellene fordultak, azokat is leverte. Végül mindenki támogatását elvesztette. A Kínai Népi Felszabadító Hadsereg számottevő ellenállás nélkül vonult be a tartományba.
1955-ben szervezték át a tartományt autonóm területté. A lakosság soknemzetiségű, többségük muzulmán, ahogy a kínaiul beszélők nagy része is az (hujok). A terület a muszlim vallási alapú szakadár mozgalmak bázisa.
Itt van Kína atomfegyver-kísérleti terepe és űrrepülőtere.
Az 1990-es évektől a 2010-es évekig a szeparatista konfliktus és a radikális iszlám befolyása nyugtalanságot eredményezett a térségben, amely időnként terrortámadásokkal és a szeparatista és a kormányerők közötti összecsapásokkal járt együtt. Ezek a konfliktusok arra késztették a kínai kormányt, hogy egy sor folyamatos emberi jogi visszaélést kövessen el a tartomány ujgurjai és más etnikai és vallási kisebbségek ellen, beleértve egyesek szerint a népirtást is.

## Népesség
| 2010 | 21 813 334 |
| 2020 | 25 852 345 |

## Nyelvek
Hivatalos a kínai és az ujgur nyelv, de beszélnek még kazak, altaji és kirgiz nyelven. Az ujgur nyelv az altaji nyelvcsalád török ágába tartozik.

## Fordítás
- Ez a szócikk részben vagy egészben  a   Xinjiang című angol Wikipédia-szócikk fordításán alapul.  Az eredeti cikk szerkesztőit annak laptörténete sorolja fel. Ez a jelzés csupán a megfogalmazás eredetét és a szerzői jogokat jelzi, nem szolgál a cikkben szereplő információk forrásmegjelöléseként.